# Premeno
Premeno là một đô thị ở tỉnh Verbano-Cusio-Ossola trong vùng Piedmont, có cự ly khoảng 130 km về phía đông bắc của Torino và khoảng 15 km về phía đông bắc của Verbania. Tại thời điểm ngày 31 tháng 12 năm 2004, đô thị này có dân số 776 người và diện tích là 7,4 km².
Đô thị Premeno có các frazioni (đơn vị cấp dưới, chủ yếu là các làng) Esio and Pollino.
Premeno giáp các đô thị: Aurano, Bee, Ghiffa, Intragna, Oggebbio, Vignone.